# La Fayette (Alabama)
La Fayette é uma cidade localizada no estado americano do Alabama, no Condado de Chambers.

## Demografia
Segundo o censo americano de 2000, a sua população era de 3234 habitantes.
Em 2006, foi estimada uma população de 3076, um decréscimo de 158 (-4.9%).

## Geografia
De acordo com o United States Census Bureau, a localidade tem uma área de 22,9 km², sem área coberta por água.

## Localidades na vizinhança
O diagrama seguinte representa as localidades num raio de 24 km ao redor de La Fayette.